# Highland Acres
Highland Acres és una concentració de població designada pel cens dels Estats Units a l'estat de Delaware. Segons el cens del 2000 tenia 3.379 habitants.

## Demografia
Segons el cens del 2000, Highland Acres tenia 3.379 habitants, 1.254 habitatges, i 1.005 famílies. La densitat de població era de 836,3 habitants/km².
Dels 1.254 habitatges en un 32,1% hi vivien nens de menys de 18 anys, en un 68,5% hi vivien parelles casades, en un 8,5% dones solteres, i en un 19,8% no eren unitats familiars. En el 16,6% dels habitatges hi vivien persones soles el 7,8% de les quals corresponia a persones de 65 anys o més que vivien soles. El nombre mitjà de persones vivint en cada habitatge era de 2,69 i el nombre mitjà de persones que vivien en cada família era de 3,01.
Per edats la població es repartia de la següent manera: un 24,4% tenia menys de 18 anys, un 7% entre 18 i 24, un 23,8% entre 25 i 44, un 30,8% de 45 a 60 i un 14% 65 anys o més.
L'edat mediana era de 42 anys. Per cada 100 dones de 18 o més anys hi havia 90,6 homes.
La renda mediana per habitatge era de 64.716 $ i la renda mediana per família de 71.974 $. Els homes tenien una renda mediana de 42.841 $ mentre que les dones 31.028 $. La renda per capita de la població era de 27.013 $. Aproximadament el 4,6% de les famílies i el 5,6% de la població estaven per davall del llindar de pobresa.

## Poblacions més properes
El següent diagrama mostra les poblacions més properes.